# Boeing RC-135
Boeing RC-135 — сімейство великих, стратегічних розвідувальних літаків, які використовуються ВПС США та Королівськими ВПС для збору, обробки та передавання розвідувальної інформації. За основу літака взято Boeing C-135 Stratolifter, обладнання виробляє ряд інших фірм, зокрема General Dynamics, Lockheed, LTV, E-Systems, та L-3 Communications.

## Розробка
ВПС США замовили перший варіант RC-135 для заміни Boeing RB-50 Superfortress. Спочатку передбачалось виготовлення дев'яти екземплярів, але згодом це число зменшилось до чотирьох. Вони були модифікованим варіантом Boeing 739—700 (KC-135D Stratotanker): використовувались ті ж самі двигуни, але замість заправної системи були встановлені камери. Літаки використовувались для фотографування та розвідки.
Наступним замовленим варіантом став RC-135B, який мав замінити Boeing RB-47H Stratojet виготовлення десяти літаків було завершено у 1967. Вони також базувались на базі аеротанкеру, на якому встановили камери та радар SLAR.
Покоління RC-135B стало останнім, яке виготовлялось з новозбудованих літаків. Усі наступні були зроблені шляхом переобладнання існуючих літаків або танкерів.
У 2005 році всі існуючі RC-135 пройшли значну модернізацію, яка включала заміну двигунів, навігаційного обладнання тощо.

## Використання
Спочатку літаки RC-135 належали Стратегічному командуванню ВПС США, однак з 1992 вони підпорядковуються Бойовому командуванню ВПС США. Постійно базуються на авіабазі Оффут і входять до складу підрозділу 55th Wing.
Ці літаки брали участь майже у всіх військових конфліктах з шістдесятих років, включаючи війну у В'єтнамі, операцію «Каньйон Ельдорадо» у Середземномор'ї, операції «Щит Пустелі», «Буря в пустелі», «Нескорена свобода» у Південно-Східній Азії. З початку дев'яностих RC-135 знаходяться у Південно-Східній Азії на постійній основі.
22 березня 2010 року було оголошено про угоду, відповідно до якої Міністерство оборони Великої Британії отримає три літаки RC-135W Rivet Joint для заміни Nimrod R1, експлуатацію яких передбачалось закінчити в 2011. Передбачається, що контракт виконано у 2017, його вартість склала 650 мільйонів фунтів, включаючи створення наземної інфраструктури та навчання екіпажів.

### Російсько-українська війна
26 листопада 2018 року літак цього типу виконав політ над територією Керченської протоки у зв'язку з агресією Росії в Азовському морі, а саме захоплення 3 човнів ВМС ЗСУ.[джерело?]
Станом на квітень 2021 року британські розвідувальні літаки RC-135W Rivet Joint та американські БПЛА RQ-4 Global Hawk регулярно виконували спостережні польоти вздовж узбережжя тимчасово окупованого Криму та вздовж зони ООС на сході України.
Так, 11 грудня 2021 року американський RC-135W Rivet Joint здійнявся з авіабази у Великій Британії та кількома годинами згодом здійснив обліт вздовж окупованих районів на сході України. За неофіційними даними, політ відбувся через розгортання російськими військовими підрозділів ППО з ЗРК «Бук» в районі села Масловка, неподалік Воронежа.
27 грудня 2021 року відбувся наступний розвідувальний політ: літак радіолектронної розвідки Boeing RC-135V Rivet Joint рано вранці піднявся у повітря з авіабази Ханья, що на грецькому острові Крит у Середземному морі.
Близько 9-ї години ранку, після дозаправлення над Чорним морем, американський розвідник приступив до моніторингового польоту над Україною. Політ проходив за маршрутом: Миколаїв — Мелітополь — Краматорськ — Ізюм — Полтава.
Крім того, вздовж окупованих територій здійснив політ розвідувальний літак Boeing E-8C Повітряних сил США.
5 січня уже 2022 року в небі над Україною було зафіксовано роботу одразу літака RC-135W та Boeing E-8C. Розвідник RC-135W США залетів у повітряний простір, прибувши з Великої Британії. Boeing E-8C прибув до України, вилетівши з Німеччини.
19 лютого 2022 року, близько 10:10 UTC (12:10 за київським часом), у повітряний простір України увійшов Boeing RC-135W Rivet Joint (бортовий номер 62-4134). Близько 11:15 UTC (13:15 за київським часом) до нього приєднався Boeing E-8C (бортовий номер 95-0121), 23 лютого в небі України патрулював JAKE12 — Boeing RC-135W Rivet Joint (бортовий номер 62-4134) ВПС США[джерело?].
29 вересня 2022 року стався інцидент, коли пілот російського Су-27, що виконував перехоплення та супровід британського RC-135W Rivet Joint у міжнародному повітряному просторі над Чорним морем, невірно зрозумів отриману команду від наземного центру керування польотом та здійснив пуск двох ракет повітря-повітря по британському літаку-розвіднику. Однак, через технічні несправності обидві ракети не влучили.

## Специфікація
Основні характеристики:
- Команда: 27 осіб, з них троє пілотів та два навігатори.
- Довжина: 41,53 метри (136 футів три дюйми)
- Розмах крила: 39,88 метри (41 фут 8 дюймів)
- Вага: 79 545 кг
- Вага з вантажем: 135000 кг
- Практична стеля: 15 км

## Інциденти
- 13 січня 1969 літак RC-135S, 59-1491 (модифікація «Rivet Ball») розбився, здійснюючи посадку під час снігової бурі. Усі члени екіпажу вижили, літак було визнано непридатним для ремонту, хоча деяке обладнання вдалось зняти для подальшого використання.[11]

- 5 липня 1969 зник зв'язок з літаком USAF RC-135E, 62-4137 (модифікація «Rivet Amber»), який направлявся до авіабази Аєлсон. Уламки не вдалось знайти.

- 15 березня 1981 року розбився літак USAF RC-135S, 61-2664 («Cobra Ball»)[12], загинули шість членів екіпажу.

- 25 лютого 1985 літак USAF RC-135T, 55-3121 врізався у гору, намагаючись приземлитись під час поганої погоди в аеропорту Валдіз. Три члени екіпажу загинули, точне місце катастрофи залишалось невідомим до 2 серпня 1985.

- 30 квітня 2015 літак USAF RC-135V, 64-14848 загорівся під час зльоту з авіабази Оффут. Екіпаж вчасно помітив задимлення і встиг евакуюватись. Ремонт літака обійшовся в 62,4 мільйони доларів.[13][14]